# Maurizio Seracini
Maurizio Seracini (né à Florence en 1946) est un scientifique, diagnosticien de l'Art italien .

## Biographie
Diplômé en bio-ingénierie en 1973 de l'Université de Californie à San Diego (UCSD), Maurizio Seracini fonde à Florence, en Italie, en 1977, la première société de diagnostic et d'analyse non invasive d'œuvre d'art et d'architecture, Editech - Centro diagnostico per i beni culturali .Travaillant avec des instruments de mesure issus des technologies médicales et militaires, il réalise ainsi des recherches très poussées et des études diagnostiques d’œuvres d'art.

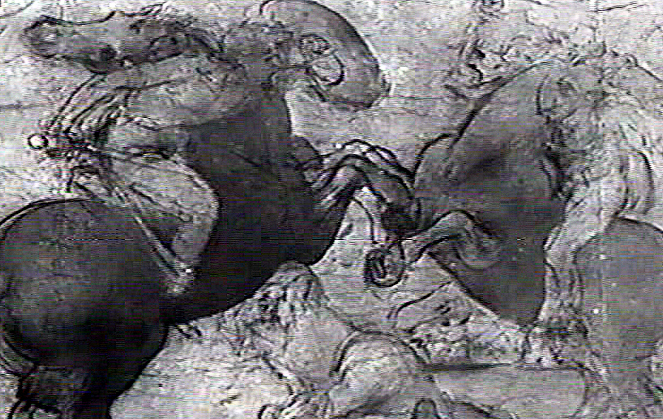
L'Adoration des mages de Léonard de Vinci (Image sous-jacente réalisée en RIR par Editech, Florence-Italie)

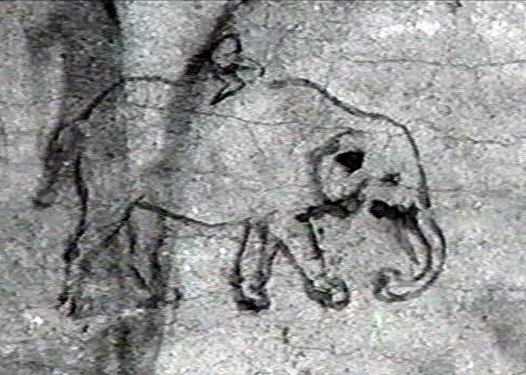
L'Adoration des mages de Léonard de Vinci (Image sous-jacente réalisée en RIR par Editech, Florence-Italie)

Maurizio Seracini est célèbre pour ses recherches conduites depuis l'an 2000 — suivant la voie ouverte par le professeur Carlo Pedretti — sur la fresque disparue de Léonard de Vinci, La Bataille d'Anghiari, dans la salle des Cinq-Cents (Salone dei Cinquecento) du Palazzo Vecchio de Florence. En 1968, dans son Leonardo de Vinci inedito, Carlo Pedretti avait émis l’hypothèse que La Bataille d'Anghiari de 1503 — fruit avorté des expériences de Léonard de Vinci sur la peinture à l’encaustique — n’avait pu complètement disparaître sous le pinceau de Giorgio Vasari. Se basant sur l’exemple de Trinité de Masaccio, perdu et retrouvé en 1861, Carlo Pedretti imaginait en 1968 que Giorgio Vasari, « qui ne détruisait jamais rien », avait cherché à préserver coûte que coûte La Bataille d'Anghiari, déjà très compromise, quand il rénovait le Palazzo Vecchio. En 2011, une pétition de 530 signatures dirigée contre lui l'obligera à interrompre prématurément ses investigations conduites dans la salle des Cinq-Cents du Palazzo Vecchio de Florence, à la recherche de La Bataille d'Anghiari, la fresque disparue de Léonard de Vinci .
Maurizio Seracini est également connu pour son étude diagnostique du tableau de Léonard de Vinci, L'Adoration des mages, conservé à la galerie des Offices. Il est le premier à avoir identifié dans ce dernier tableau — grâce à la technique de la réflectographie infrarouge — des éléments dessinés par Léonard de Vinci jusqu'alors invisibles à l’œil nu : deux cavaliers s'affrontant et rappelant ceux de La Bataille d'Anghiari, ainsi qu'un éléphant — chevauché par une forme anthropomorphe à peine esquissée — tout à fait singulier et nouveau dans l’œuvre du maître florentin ,,.
Son personnage apparaît en 2003 dans le roman de Dan Brown, le Da Vinci Code, l'immortalisant ainsi comme diagnosticien de l'Art de renommée internationale.

## Filmographie
- Léonard de Vinci : la fresque disparue" diffusé sur National Geographic Channel en mars 2012,
- The lost Leonardo, 2008 (USA),
- Das Geheimnis um einen verschollenen Da Vinci, 2008 (Allemagne),
- Alla ricoperta dell'Adorazione dei Magi di Leonardo da Vinci, Florence TV (Italie),
- Léonard de Vinci : Chefs-d'œuvre masqués de Nigel Levy, diffusé sur Arte le 18 novembre 2006.